# Sarvanovskij
Sarvanovskij (in russo Сарвановский?), chiamata anche Vulsuol o Vunsuol, è un'isola russa dell'oblast' di Murmansk. È la maggiore isola del lago Umbozero, Nella penisola di Kola.
L'isola si trova nella parte sud-orientale del lago, ad una distanza di soli 180 metri dalla costa, di fronte alla foce del fiume Kica (il maggior immissario del lago). L'isola ha una forma allungata da ovest a est, lunga 4,15 chilometri, larga 2,3 chilometri nella parte occidentale e 700 metri nella parte orientale. L'isola è collinosa a ovest (colline alte fino a 198 metri) e pianeggiante a est. La spiaggia rocciosa della costa occidentale si trasforma in una ripida scogliera sabbiosa.